# Aeroportul Maria Cristina
Aeroportul Maria Cristina (IATA: IGN, ICAO: RPMI) este un aeroport din Baloi⁠(d), Lanao del Norte⁠(d), Northern Mindanao⁠(d), Filipine ce deservește zona Iligan⁠(d). Aeroportul a fost tranzitat în 2008 de 8 pasageri.
Situat la o altitudine de 396 m, aeroportul dispune de o singură pistă. Este operat de Civil Aviation Authority of the Philippines⁠(d).